# Bitwa pod Ali Masjid
Bitwa pod Ali Masjid – pierwsze starcie zbrojne podczas II wojny brytyjsko-afgańskiej.

## Przyczyny wojny
Po zakończeniu wojny krymskiej w 1856 r. rywalizacja Wielkiej Brytanii i Rosji o panowanie nad Azją Środkową (tzw. „Wielka Gra”, Great Game) nie osłabła. Brytyjczycy obawiali się, że narastające wpływy Rosji w tym rejonie zagrożą ich panowaniu w Indiach. Po I wojnie afgańskiej oraz powstaniu sipajów rząd w Londynie zaczął traktować Afganistan jako państwo buforowe, rozgraniczające wpływy Rosji i Wielkiej Brytanii. W 1868 r. na tronie w Kabulu zasiadł Szer Ali Chan. Początkowo cieszył się on poparciem Wielkiej Brytanii, ale z biegiem czasu stosunki brytyjsko-afgańskie zaczęły się psuć, zwłaszcza że Brytyjczycy nie chcieli wesprzeć zbrojnie Szer Alego Chana w jego walkach z Rosjanami.
W 1878 r. doszło do zaostrzenia brytyjsko-rosyjskiego konfliktu. Rosja odniosła zwycięstwo w wojnie z Turcją, ale działania Wielkiej Brytanii doprowadziły do znacznej rewizji korzystnych dla Rosji postanowień pokoju w San Stefano na Kongresie w Berlinie. Wówczas Rosja zwróciła swoje oczy na Środkowy Wschód. 22 lipca 1878 r. rosyjska misja dyplomatyczna przybyła do Kabulu. Wicekról Indii lord Lytton, gdy tylko się o tym dowiedział, zażądał aby Afgańczycy przyjęli również misję brytyjską. Szer Ali Chan odmówił. Wówczas Brytyjczycy przedstawili mu ultimatum. Albo władca Afganistanu zgodzi się przyjąć misję brytyjską, albo Wielka Brytania dokona zbrojnej interwencji.

## Siły brytyjskie
Termin ultimatum minął 20 listopada. Wobec braku odpowiedzi od Szer Alego Chana wojska brytyjskie wkroczyły do Afganistanu. Brytyjczycy podzielili swoją armię na trzy części. Siły Polowe Południowego Afganistanu (South Afghanistan Field Force) generała-porucznika Stewarta wkroczyły do tego kraju przez przełęcze Bolan i Khojak, a następnie zdobyły Kandahar. Przez przełęcz Kurram w kierunku na Kabul maszerowało 4000 żołnierzy Sił Polowych Kurram (Kurram Field Force) pod dowództwem generała-majora Robertsa.
Najliczniejszym brytyjskim związkiem operacyjnym w tej fazie działań wojennych były Siły Polowe Doliny Peszawaru (Peshawar Valley Field Force) pod dowództwem generała-porucznika Samuela Browne'a. Jego oddziały składały się z czterech brygad piechoty, jednej brygady kawalerii i Królewskiej Artylerii. 1 Brygadą Piechoty dowodził brygadier-generał Macpherson. Składała się ona z 4 bengalskiej brygady strzelców, 20 pułku bengalskiej piechoty (Brownlow’s Punjabis) oraz 4 pułku Gurkhów. 2 Brygada Piechoty (brygadier-generał Tytler) składała się z 1 pułku piechoty bengalskiej, 1 pułku piechoty Sikhów, 17 pułku piechoty oraz piechurów Corps of Guides. 3 Brygada brygadiera-generała Appleyarda składała się z 81 pułku piechoty oraz 14 i 27 bengalskiego pułku piechoty. W skład 4 Brygady (brygadier-generał Browne'a wchodziły 51 pułk piechoty, 6 pułk bengalskiej lekkiej piechoty i 45 pułk bengalskiej piechoty. Brygadą Kawalerii w składzie 10 pułku huzarów (2 szwadrony), 11 pułku kawalerii bengalskiej i Queen’s Own Guides Cavalry dowodził brygadier-generał Charles Gough. W skład artylerii dowodzonej przez pułkownika Williamsa wchodziła bateria artylerii konnej, bateria artylerii pieszej, 3 baterie artylerii górskiej i 3 baterie artylerii garnizonowej. Łącznie Siły Polowe Doliny Peszawaru liczyły 12 000 żołnierzy.

## Ali Masjid
Po upływie terminu wyznaczonego Szer Alemu Chanowi ultimatum armia Browne'a opuściła Peszawaru i ruszyła do Afganistanu drogą przez przełęcz Khyber. Drogi na Kabul broniła twierdza Ali Masjid. Od jej zdobycia zależał dalszy przebieg kampanii. Fortu broniło 3700 regularnych afgańskich żołnierzy dysponujących 24 działami. Wspierała ich nieznana liczba wojowników.
1 i 2 Brygada Piechoty otrzymały rozkaz pójścia drogą przez dolinę Lashora, 4 mile na wschód od przełęczy Khyber, oskrzydlenia afgańskich pozycji i obsadzenia przełęczy na tyłach wojsk przeciwnika. Brygady miały do pokonania 11 mil, ale z powodu ciemności nie zdążyli okrążyć pozycji przeciwnika w ciągu planowanych 18 godzin. Od czoła na afgańskie pozycje miały uderzyć 3 i 4 Brygada Piechoty, które nad ranem 21 listopada przekroczyły przełęcz Khyber. Doszło do wymiany strzałów. Po podciągnięciu artylerii Brytyjczycy rozpoczęli ostrzał afgańskich pozycji i czekali na efekt manewru oskrzydlającego.
O godzinie 14:30 Browne rozkazał swoim dwóm brygadom zaatakować pozycje afgańskie. Walki trwały do godziny 17:00, kiedy stało się jasne, że tego dnia nie uda się odnieść większych sukcesów. Browne wycofał swoje oddziały i przystąpił do ponownego ataku nad ranem 22 listopada. Wówczas jednak okazało się, że Afgańczycy opuścili swoje stanowiska. Tymczasem oddziały, które miały przeprowadzić manewr oskrzydlający wciąż nie dotarły na swoje stanowiska.
23 listopada wznowił działania wojenne. 24 listopada zdobył miasto Dakka i tam pozostał do końca pierwszej fazy działań wojennych. W związku z sukcesami Sił Polowych Kurram i Sił Polowych Południowego Afganistanu udało się zmusić Szer Alego do negocjacji, które doprowadziły do przyjęcia w Kabulu misji brytyjskiej i podpisania korzystnego dla Wielkiej Brytanii traktatu w Gandamak. Jednak po kilku miesiącach morderstwo brytyjskiego wysłannika, sir Pierre'a Cavignariego, doprowadziło do wznowienia działań wojennych.